# Непалски език
Непалският език е индоарийски език, говорен от около 16 000 000 души в Непал, Индия, Бутан.